# Mike Taylor
Mike Taylor (n. 24 aprilie 1934, Londra, Anglia, Regatul Unit – d. 4 aprilie 2017) a fost un pilot englez de Formula 1 care a evoluat în Campionatul Mondial între anii 1959 și 1960.